# Tienertoer

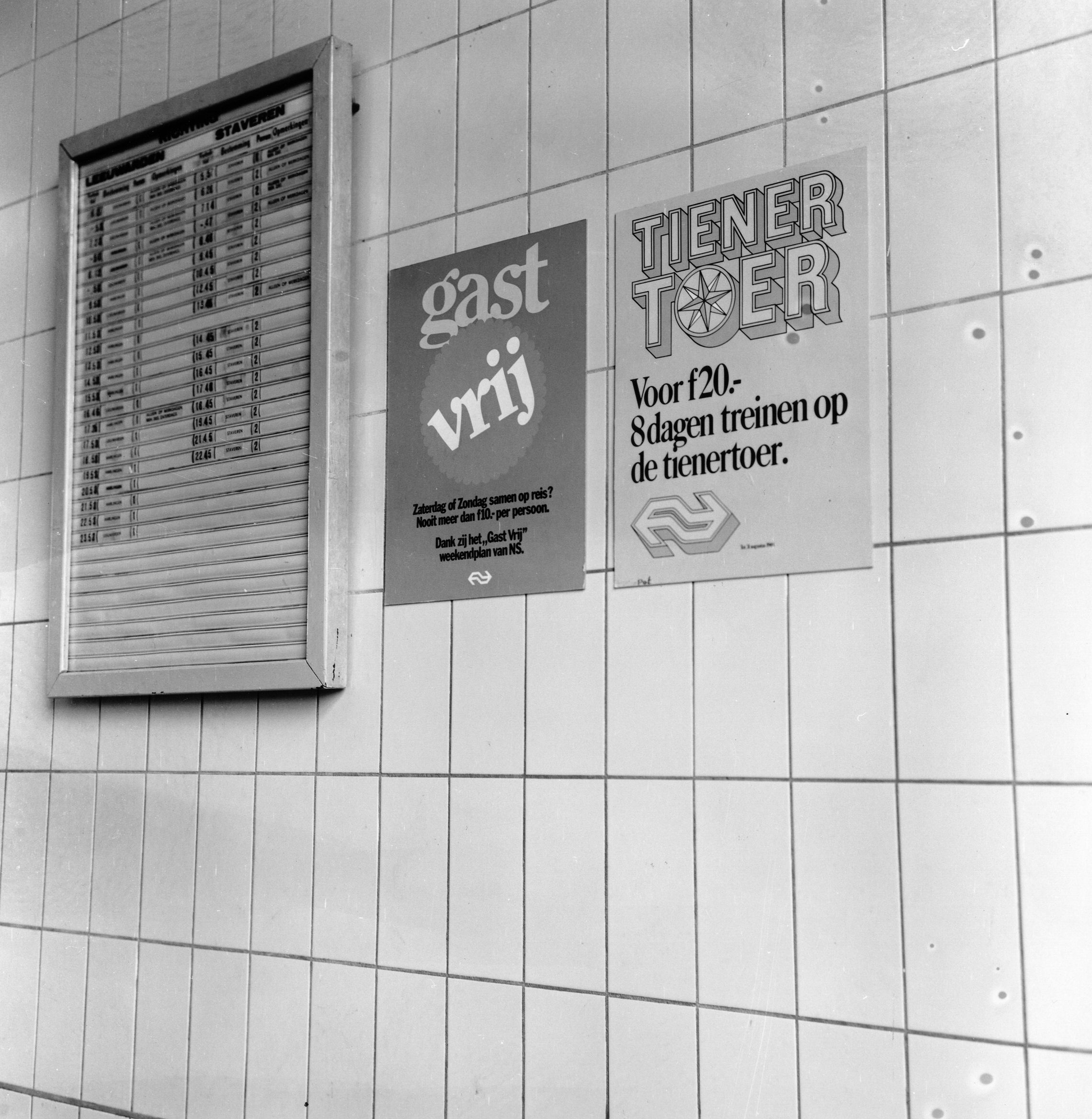
Affiche Tienertoer in Sneek in 1969

Tienertoerkaart is een vervoerbewijs waarmee jongeren in de zomermaanden voor een gereduceerd bedrag met de trein enkele dagen door heel Nederland kunnen reizen.
Nederlandse Spoorwegen (toen nog de treinvervoerder voor heel Nederland) introduceerde de Tienertoerkaart in 1969.
De voorwaarde van de kaart waren vrijwel hetzelfde als die van de al bestaande 8-daagse kriskraskaart; alleen de prijs was het verschil. Een tienertoer kostte aanvankelijk 20 gulden tegen 40 gulden voor een kriskraskaart. Het enige andere verschil was dat de Tienertoer geen eersteklaskaart kende.
In de zomervakantieperiode (juni, juli en augustus) konden jongeren van 12 tot en met 19 jaar met die kaart 8 aaneengesloten dagen onbeperkt door heel Nederland reizen met de trein in de tweede klas alsmede op de NS busdienst. Op het streekvervoer van de NS-dochters en sommige particuliere maatschappijen en veerdiensten gold sinds 1972 half geld (onder meer de veerdienst Enkhuizen - Stavoren).
Elk jaar had de kaart een andere kleur. Wel was een NS-identiteitsbewijs met pasfoto noodzakelijk. De kaart werd elke zomer honderdduizenden malen verkocht en stelde tieners in staat kennis te maken met het openbaar vervoer en in alle uithoeken van Nederland vrienden, geliefden, pretparken en familieleden te bezoeken.
Later veranderden de voorwaarden. Het tienertoerkaartje gaf toen recht op 4 reisdagen binnen een periode van 10 dagen.
In 1994 maakte de Tienertoer plaats voor Tourtime, waarmee ook in België met de trein gereisd kon worden. Later werd het vervoersbewijs geheel afgeschaft, en bestond slechts nog de Zomertoer van NS, die niet leeftijdgebonden was.
In 2004 heeft kort de zogenaamde Jongerentoer bestaan. Dit was een kaartje voor 2 personen tot en met 17 jaar en was één dag geldig. Het kaartje kostte 19 euro.
In augustus 2011 was het Tienertoerkaartje weer even terug, op initiatief van jongerencultuurkaart CJP. NS ging na afloop evalueren of het kaartje weer helemaal terug zou komen. Begin mei 2012 werd de volledige terugkeer van het Tienertoerkaartje aangekondigd. De formule is: drie dagen in een periode van twee weken tijd onbeperkt door Nederland reizen voor tieners tussen 12 en 18, voor 33 euro.
Van de vernieuwde Tienertoerkaart werden er in 2012 bij de start 12.000 verkocht; in 2014 waren het er 30.000.
Tegenwoordig is er ook een tienertoer voor in de kerstvakantie. Men kan dan in de kerstvakantie ook in twee weken drie dagen reizen voor €33,-.